# Moiré dalmate
Pour les articles homonymes, voir Moiré.
Proterebia afra
Espèce
Le Moiré dalmate (Proterebia afra) est une espèce d'insectes lépidoptères (papillons) appartenant à la famille des Nymphalidae, à la sous-famille des Satyrinae et au genre Proterebia.

## Dénomination
Proterebia afra a été nommé par Fabricius en 1787.
Synonymes :Papilio afra Fabricius, 1787; Papilio afer Esper, 1783; Papilio phegea Borkhausen, 1788 ; Erebia phegea.

### Noms vernaculaires
Le Moiré dalmate se nomme Dalmatian Ringlet  en anglais et Δαλματική ερέβια en grec,.

### Sous-espèces
- Proterebia afra bardines (Fruhstorfer, 1918)
- Proterebia afra crimea (Sheljuzhko, 1929)
- Proterebia afra fidena (Fruhstorfer, 1918)
- Proterebia afra hyrcana (Staudinger, 1901)
- Proterebia afra pyramus de Louker & Dils, 1987
- Proterebia afra zyxuta (Fruhstorfer, 1918)[1].

## Description
C'est un petit papillon de couleur marron avec une importante ornementation. L'aile antérieure, dans un apex plus clair présente un gros ocelle foncé doublement pupillé qui s'accompagne d'une ligne de petits ocelles pupillés de clair et cerclés d'orange en nombre variable. L'aile postérieure de couleur marron présente une ligne semblable de petits ocelles pupillés de clair et cerclés d'orange.
Le revers des antérieures présente la même ornementation alors que les postérieures présentent en plus de très nettes nervures claires.

## Biologie

### Période de vol et hivernation
Il vole en une génération, de fin avril à fin mai.

### Plantes hôtes
La plante hôte de sa chenille est Festuca ovina.

## Écologie et distribution
En Europe il n'est présent qu'en Croatie (Dalmatie) et dans le nord-ouest de la Grèce, mais il est présent en Turquie, au Moyen-Orient dans le sud de la Russie et en Asie centrale jusqu'au Kazakhstan.

### Biotope
Il réside dans des lieux herbus secs.

### Protection
Il ne bénéficie pas de statut de protection particulier.